# Martirós Sarián
Martirós Sarián (en armenio: Մարտիրոս Սարյան) (28 de febrero calendario juliano: 16 de febrero de 1880 — 5 de mayo de 1972) fue un pintor soviético y armenio, nacido en el Imperio ruso.
Nació en una familia armenia en Najicheván del Don, Óblast del Voisko del Don, Imperio ruso (ahora parte de Rostov del Don, Rusia). En 1895 con 15 años, acabó la escuela en Najicheván y desde 1897 hasta 1904 estudió en la Escuela de Artes de Moscú, en los talleres de Valentín Serov y Konstantín Korovin. 
Estuvo muy influido por el trabajo de Paul Gauguin y Henri Matisse. Exhibió sus trabajos en varias exposiciones.

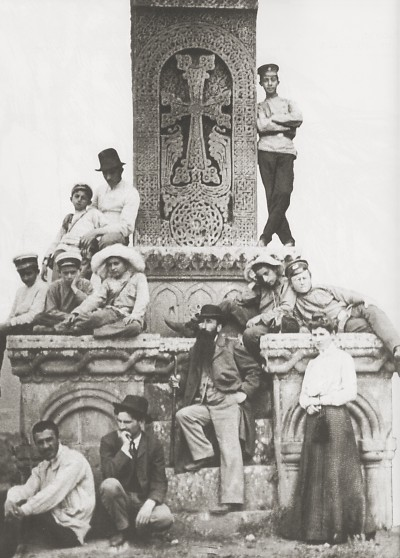
Martirós Sarián (2º por la izda. en la fila baja) a los pies del jachkar medieval del Monasterio de Sanahin.